# لالگنج
لالگنج (به انگلیسی: Lalganj, Bihar) یک زیستگاه انسانی در هند است که در وایشالی واقع شده‌است.

## خصوصیات
لالگنج ۲۹٬۸۴۷ نفر جمعیت دارد و ۴۲ متر بالاتر از سطح دریا واقع شده‌است.